# 索隆多
在托爾金（J. R. R. Tolkien）的奇幻小說裡，索隆多（Thorondor）是被譽為最偉大的巨鷹。
索隆多（昆雅語稱為索隆達爾，都是指鷹王的意思）被維拉（Valar）之首曼威（Manwë）派遣監察抵達貝爾蘭（Beleriand）的諾多族（Noldor）精靈，索隆多被描述為展翼可達54.86公尺。
精靈首次接觸索隆多的時候，索隆多協助芬鞏（Fingon）營救囚禁在安戈洛墜姆（Thangorodrim）的梅斯羅斯（Maedhros）。後來，索隆和其他巨鷹定居於克瑞沙伊格瑞姆（Crissaegrim）。貢多林（Gondolin）被建立後，索隆多是貢多林最得力的警衛。魔苟斯（Morgoth）殺死芬國昐後，索隆多奪回了芬國昐的遺體，並在魔苟斯的臉上添加一道傷痕。索隆多又曾拯救貝倫（Beren）及露西安（Lúthien）。貢多林陷落時，索隆多又拯救一些倖存者。
憤怒之戰（War of Wrath）期間，索隆多及埃蘭迪爾（Eärendil）帶領巨鷹對抗惡龍，似乎曾和安卡拉剛（Ancalagon）激戰。在托爾金的著作裡，索隆多在憤怒之戰後並沒有出現，相信他已返回維林諾（Valinor），但他的後裔仍留在中土大陸，包括魔戒聖戰（War of the Ring）時期的風王關赫（Gwaihir）及其弟蘭楚瓦（Landroval）。